# Pamětní medaile čs. dobrovoleckého sboru v Itálii
Pamětní medaile čs. dobrovoleckého sboru v Itálii, je pamětní medaile, která byla založena v roce 1948.
Medaile se předávala v jednoduché obdélníkové krabičce s malou stužkou a dekretem.